# Euchaetis linearis
Euchaetis linearis är en vinruteväxtart som beskrevs av Otto Wilhelm Sonder. Euchaetis linearis ingår i släktet Euchaetis och familjen vinruteväxter. Inga underarter finns listade i Catalogue of Life.